# 佐藤工業シンガポール
佐藤工業シンガポール（さとうこうぎょうシンガポール）は、日本のゼネコンのひとつである佐藤工業のシンガポールにおける現地法人。有限責任株式会社にあたる。

## 概要
日本の佐藤工業は、1972年にシンガポールに進出。以来、最高裁判所やベンジャミン・シアーズ・ブリッジの施工に携わるなど実績を積み、2002年には現地法人として独立するに至った（同年、日本の佐藤工業は経営が悪化し、会社更生法の適用を受けている）。2010年5月現在で社員数225人、うち現地スタッフは社長を含め188人にも及ぶ。